# Saint-Goin
Saint-Goin är en kommun i departementet Pyrénées-Atlantiques i regionen Nouvelle-Aquitaine i sydvästra Frankrike. Kommunen ligger i kantonen Oloron-Sainte-Marie-Ouest som tillhör arrondissementet Oloron-Sainte-Marie. År 2022 hade Saint-Goin 224 invånare.

## Befolkningsutveckling
Antalet invånare i kommunen Saint-Goin
| Referens: INSEE |